# Moog-szintetizátor
A Moog-szintetizátor (kiejtése „móg”, „moug”) egy moduláris szintetizátor, amelyet Robert Moog amerikai mérnök fejlesztett ki. Moog 1964-ben mutatta be először és cége, az R. A. Moog Co. (később Moog Music) számos különféle egyedi, valamint előre összeállított modellt gyártott belőle 1965 és 1981 között, majd 2014-től napjainkig. Ez volt az első kereskedelmi forgalomba hozott szintetizátor. A mai értelemben vett analóg szintetizátor, valamint általánosságban véve a szintetizátorok fejlődésének egyik legfontosabb állomása.
A Moog-szintetizátor több különálló modulból áll, amelyek nem csak hangokat hoznak létre, hanem azokat formálják is. Ezeket a modulokat kábelekkel lehet összekötni, ezáltal a szintetizátor használata némileg egy telefonközpontra emlékeztet. A hangszeren többféle kontrollerrel is lehet játszani, ami általában egy billentyűzet, de például ezen kívül szekvenszerekkel is vezérelhető. A Moog-szintetizátor oszcillátorai különféle hullámformákat és ezáltal hangszíneket generálnak. Ezekből, az oszcillátorokból kijövő hangokból különféle frekvenciákat lehet kiszűrni, kivonni (szubtraktív szintézis), valamint más modulokkal is lehet változtatni (modulálni) a hangokat. Ezen funkciók összességével lehet létrehozni a kívánt hangzásokat.
Robert Moog az egyszerűbben használható és könnyebben megfizethető elektronikus zenei eszközök iránti igényre reagálva kezdte el fejleszteni a Moog-szintetizátort, zeneszerzők – többek között Herb Deutsch, Richard Teitelbaum, Vlagyimir Uszacsevszkij és Wendy Carlos - javaslatai és kérései alapján. Moog fő újítása az volt, hogy létrehozta az 1 volt/oktáv szabványt. Ez lehetővé teszi többek között, hogy feszültséget használva a hangmagasság szabályozható egy egységes és átlátható keretrendszerben feszültségvezérelt oszcillátorokkal. Ezen kívül olyan, ma már alapvető szintetizátorokkal kapcsolatos fogalmakat is bevezetett, mint például a modularitás és a burkológörbe-generátorok.
A Moog-szintetizátort a köztudatba az 1968-as Switched-On Bach című album váratlan sikere hozta be, melyen Bach műveinek Wendy Carlos által Moog-szintetizátoron játszott átdolgozásai hallhatóak. Az 1960-as évek vége felé rock és pop együttesek is elkezdték használni a hangszert, többek között olyan előadók, mint a Doors, a Grateful Dead, a Rolling Stones, és a Beatles. A Moog-szintetizátor a népszerűsége csúcsán az 1970-es évekbeli progresszív rock elengedhetetlen részévé vált. Olyan együttesek játszottak rajta, mint a Tangerine Dream, vagy Emerson, Lake & Palmer. Mivel a hangszer arra is alkalmas volt, hogy olyan akusztikus hangszereket utánozzon több-kevesebb sikerrel, mint a vonósok, vagy rézfúvósok, a session zenészek veszélyben érezték az állásukat. Ennek következtében még egy időben a Moog-szintetizátor kereskedelmi célú stúdiókban való használatát is tiltották. 1970-ben a Moog Music kiadta a hordozható, normalizált szintetizátorát, a Minimoog-ot, amely technikailag a Moog moduláris szintetizátoron alapult.

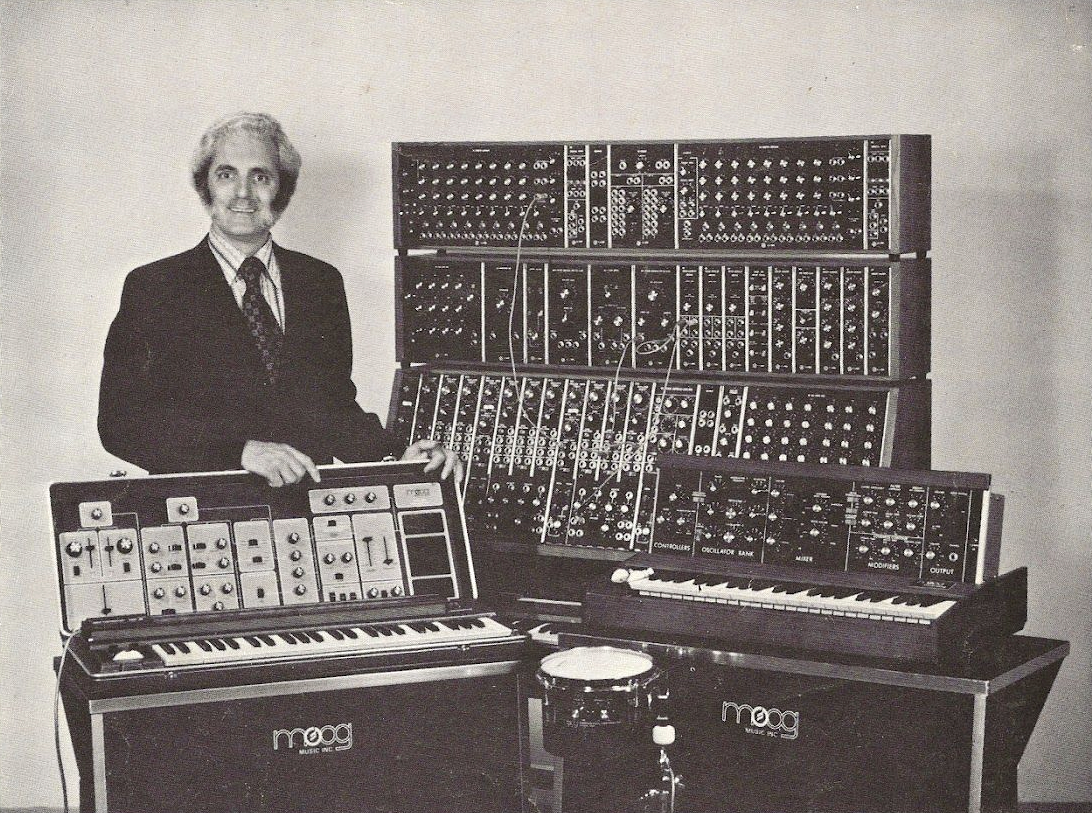
Robert Moog az 1970-es években, Moog moduláris szintetizátorral (hátul), Moog Sonic Six (balra), és Minimoog (jobbra) szintetizátorokkal, valamint egy Moog 1130 Drum Controllerrel. (elöl, középen a két szintetizátor között)

## Fejlesztés

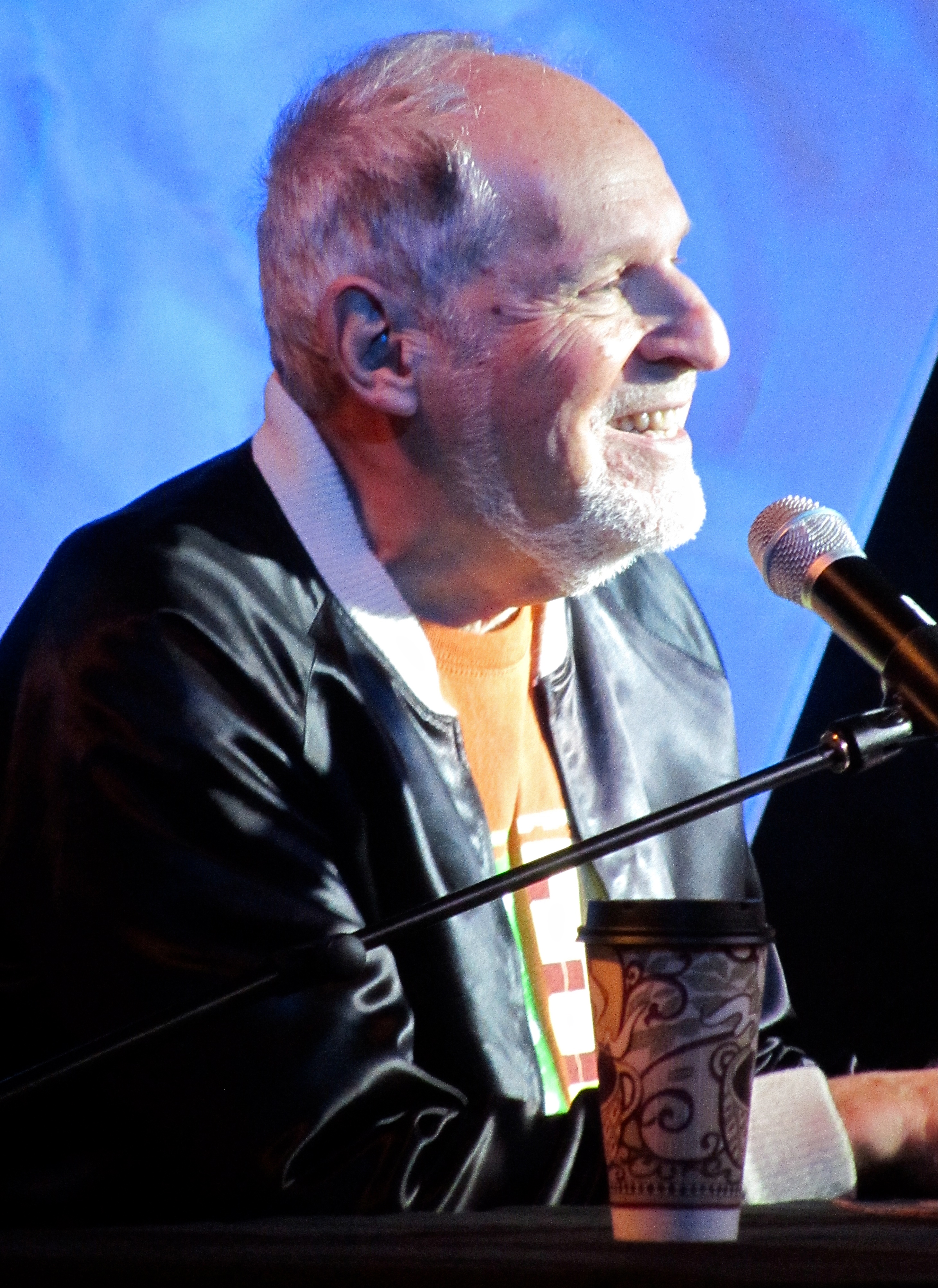
Herb Deutsch zeneszerző, aki Moogot segítette a szintetizátor finomításában. (2011-es fotó)

### Háttér
A hatvanas évek elején az elektronikus zenei technológia még nem volt kiforrott. Főként a kortárs kísérleti komolyzenében tevékenykedő zeneszerzők használták fel a kompozícióik megvalósítására, amelyek a nagyközönséget kevéssé vonzották. Robert Moog amerikai mérnök, aki a Cornell Egyetem doktorandusza volt és saját tereminjeinek tervezésével, valamint árusításával foglalkozott, 1963-ban találkozott Herb Deutsch zeneszerzővel a New York Állami Zeneiskolai Szövetség (New York State School Music Association, NYSSMA) egy vásárán. Deutsch egy teremin, egy szalagos magnó és egy fix hangmagasságú oszcillátor segítségével elektronikus zenét komponált, ami időigényes folyamat volt, mert a kívánt hatások eléréshez mágnesszalagokat kellett vágnia és összeillesztenie. Felismerve a praktikusabb és kifinomultabb eszközök szükségességét, Moog és Deutsch felvetették egy „hordozható elektronikus zenei stúdió” elképzelését.
Moog 16 000 dolláros támogatást kapott a New York Állami Kisvállalkozói Szövetségtől (New York State Small Business Association), és a Cornell kampuszától nem messze lévő New York állambeli Trumansburgban kezdte meg a munkáját. Abban az időben a szintetizátorszerű hangszerek egész helységeket töltöttek be. Moog remélte, hogy egy kompaktabb hangszert tud építeni, amely felkelti a zenészek érdeklődését. Egy megfizethetetlenül drága gitárerősítő építéséből szerzett tapasztalatai alapján úgy határozott, hogy a használhatóság és a megfizethetőség lesznek a legfontosabb szempontok új hangszerének tervezésekor.
A korábbi szintetizátorok, mint amilyen például az RCA Mark II, jellemzően elektroncsövek százaival állítottak elő hangokat. Ehelyett Moog az akkor még újdonságnak számító szilícium tranzisztorok használata mellett döntött - pontosabban olyan tranzisztorokat választott, amelyeknek exponenciális kapcsolatuk van a bemeneti feszültség és a kimeneti áram között. Ezzel létrehozta a feszültségvezérelt-oszcillátort, amely olyan hullámformákat generál, amelyek hangmagasságát a feszültség megváltoztatásával lehet beállítani. Moog a szintetizátorához kidolgozta az 1 volt/oktáv alapú feszültségvezérlést. A Moog-szintetizátor hasonlóképpen feszültséget használ a hangerő szabályozására feszültségvezérelt-erősítőkkel.
Moog kifejlesztett egy prototípust két oszcillátorral és egy erősítővel. Mivel az oszcillátorok saját maguk is vezérlőfeszültségeket adnak ki, így az egyik modul felhasználható egy másik kimenetének modulálására, ezáltal olyan zenei effektusokat létrehozva, mint a vibrato és a tremolo. Moog elmondása szerint, Deutsch „magán kívül volt”, amikor ezt megmutatta neki. Azonnal játszani kezdett a prototípuson, felkeltve a környéken járók figyelmét: „Ott álltak, hallgatóztak és rázták a fejüket... Mi ez a furcsa borzalom, ami az alagsorból hallatszik?”

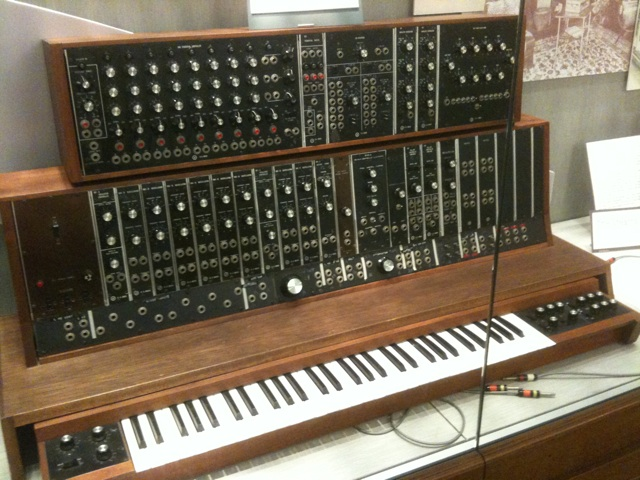
Az első eladott Moog-szintetizátor a New York-i Alwin Nikolais Dance Theater számára 1964-ből. Jelenleg a University of Michigan Stearns-gyűjteményében látható.

1964-ben Moog és Deutsch bemutatták a szintetizátort a Torontói Egyetem elektronikus zenei stúdiójában. Miután az előadás lenyűgözte a zeneszerzőket, a Hangmérnökök Társasága (Audio Engineering Society, AES) felkérte Moogot, hogy az év októberében mutassa be a hangszerét az éves konferenciájukon New Yorkban. Bár előre nem tervezte, hogy ott szintetizátorokat fog eladni, néhány vásárló megrendelést adott le a konferencián. Alwin Nikolais koreográfus lett az első ember, aki megvásárolt egy kereskedelmi célra gyártott Moog szintetizátort.
Moog megrendelésre gyártott szintetizátorokat. Az első, teljes, nagyméretű Moog-szintetizátorra leadott megrendelés, amelyhez Moognak billentyűzetet és szekrényt is kellett terveznie, Eric Siday zeneszerzőtől érkezett. Mivel akkoriban Moog még nem adott használati utasításokat a hangszerhez és lehetőség sincsen a beállítások mentésére vagy megosztására, a korai felhasználóknak nagyrészt saját maguknak kellett kitapasztalniuk a szintetizátor használatának mikéntjét próba-szerencse alapon. Ezen kívül jobbára a Moog felhasználók között szájról-szájra terjedő információkkal, valamint a Moog és Deutsch által tartott szemináriumokon volt mód elsajátítani a szintetizátor használatát.
Moog fejlesztette, finomította a szintetizátort, válaszul a zenészek és zeneszerzők javaslataira, kéréseire. Például, miután Deutsch azt javasolta Moognak, hogy találjon módot a hangok fokozatos felhangosítására és elhalkítására, Moog feltalált egy burokológörbe-generátor modult, amelynek prototípusához egy ajtócsengő gombját használta. Gustav Ciamaga zeneszerző javaslatára Moog kifejlesztett egy szűrő modult, amellyel az oszcillátorok által generált jelek frekvenciatartományainak különböző részeit lehet kivonni. A modul első változata a wah-wah pedálhoz hasonló hangzást hozott létre. Később kifejlesztette a jellegzetes, úgynevezett „létraszűrőt”, amely az egyetlen eleme Moog-szintetizátornak, amelyet Moog szabadalmaztatott. A szabadalom engedélyezését 1969. október 28-án kapta meg. A további fejlesztések olyan zenészek javaslatai alapján valósultak meg, mint Richard Teitelbaum, Vlagyimir Uszacsevszkij, és Wendy Carlos. Carlos volt az, aki javasolta a portamento vezérlést és a fixfrekvenciás sávszűrőket, amelyek a Moog-szintetizátor alapvető funkcióivá váltak, valamint az első érintésérzékeny billentyűzetet.
Viták folytak a billentyűzet szintetizátorokban betöltött szerepéről is. Néhányan, mint például Vlagyimir Uszacsevszkij és Moog versenytársa, Don Buchla, úgy érezték, hogy a billentyűzetek bekorlátozzák a szintetizátor lehetőségeit. Moog azonban felismerte, hogy a legtöbb ügyfél billentyűzetre vágyik és úgy vélte, hogy így a zenészek könnyebben megértenék hangszere működését. Ezért a Moog cég marketing anyagaiban található fotókon jellemzően billentyűzetekkel látható a szintetizátor, így a potenciális felhasználók számára egyértelművé válhatott, hogy a szintetizátor zenélésre való eszköz.

A „szintetizálni” szó hagyományosan egy egész dolognak különféle darabokból való összeállítását jelenti. Moog eleinte kerülte a szintetizátor szót, mivel a kifejezés akkoriban elsősorban az RCA szintetizátorhoz kapcsolódott. Ehelyett „elektronikus zenei modulok rendszerének” nevezte találmányát. Később hosszas viták és beszélgetések után Moog végül a következőt mondta Reynold Weidenaar zeneszerzőnek: „Ez egy szintetizátor, mert ez azt csinálja és jobb híján így is fogjuk nevezni.” Moog 1966-ban használta először nyomtatásban a szintetizátor szót. Az 1970-es évekre a „szintetizátor” kifejezés az ilyen hangszerek standard, megszokott elnevezésévé vált.

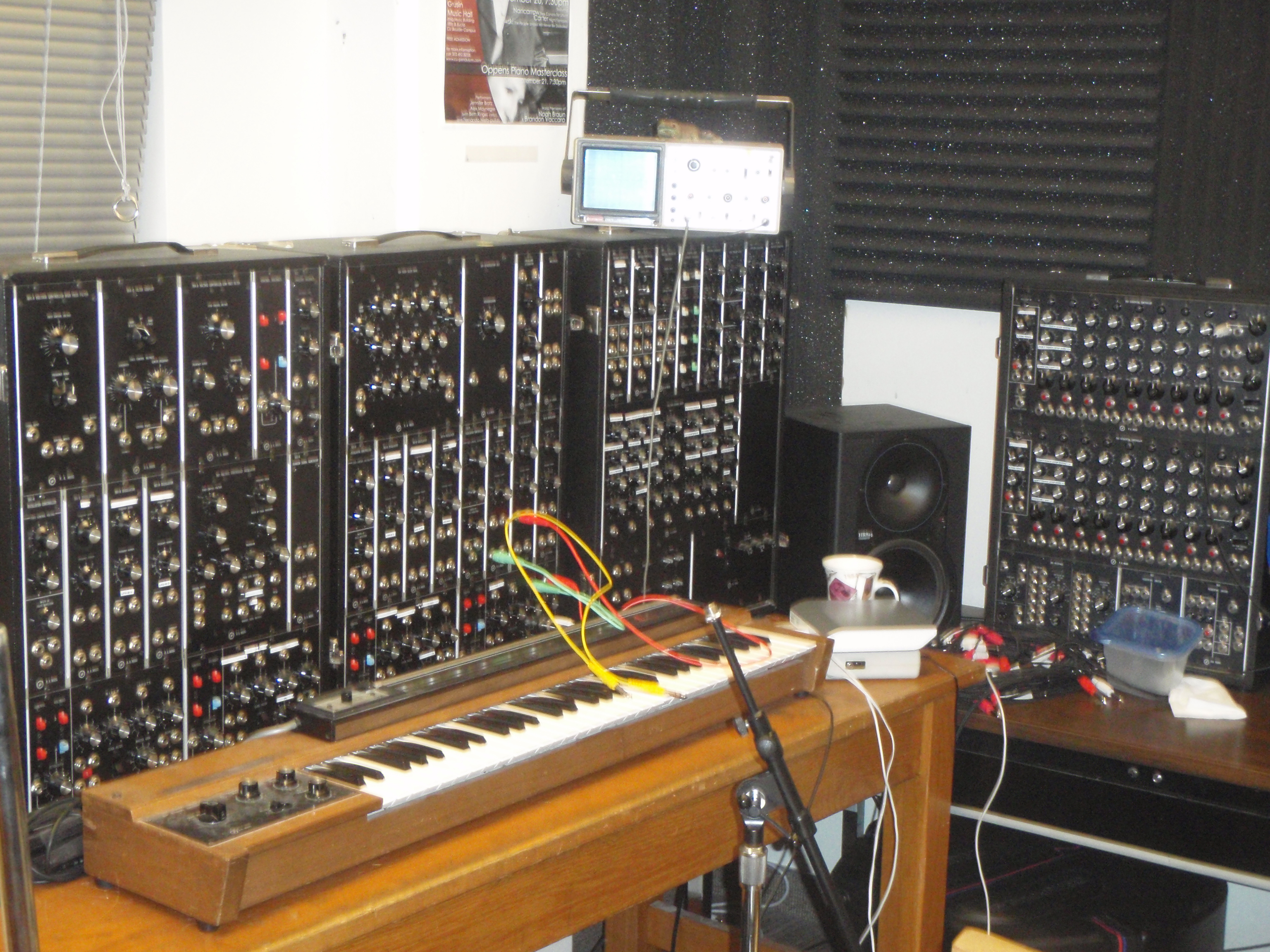
1972-es Moog IIIP szintetizátor (balra, 3 egységből álló szintetizátor) a Sequencer Complement B hordozható változatával (jobbra, a különálló egység.

A legtöbb Moog modul az 1960-as évek végére érte el a végleges formáját és többnyire változatlanok maradtak, egész végig, amíg a Moog Music cég az 1980-as években megszűnt. Moog a szintetizátorának fejlesztését hobbinak tekintette; hangsúlyozta, hogy nem üzletember, ugyanis azt sem tudta, hogy mit jelent az, hogy számviteli mérleg. A helyzetet a vidámparki szórakozáshoz hasonlította: „Tudod, hogy nem fogsz nagyon megsérülni, mert ezt senki nem engedi meg neked, de nem te irányítasz valójában.”

## Komponensek

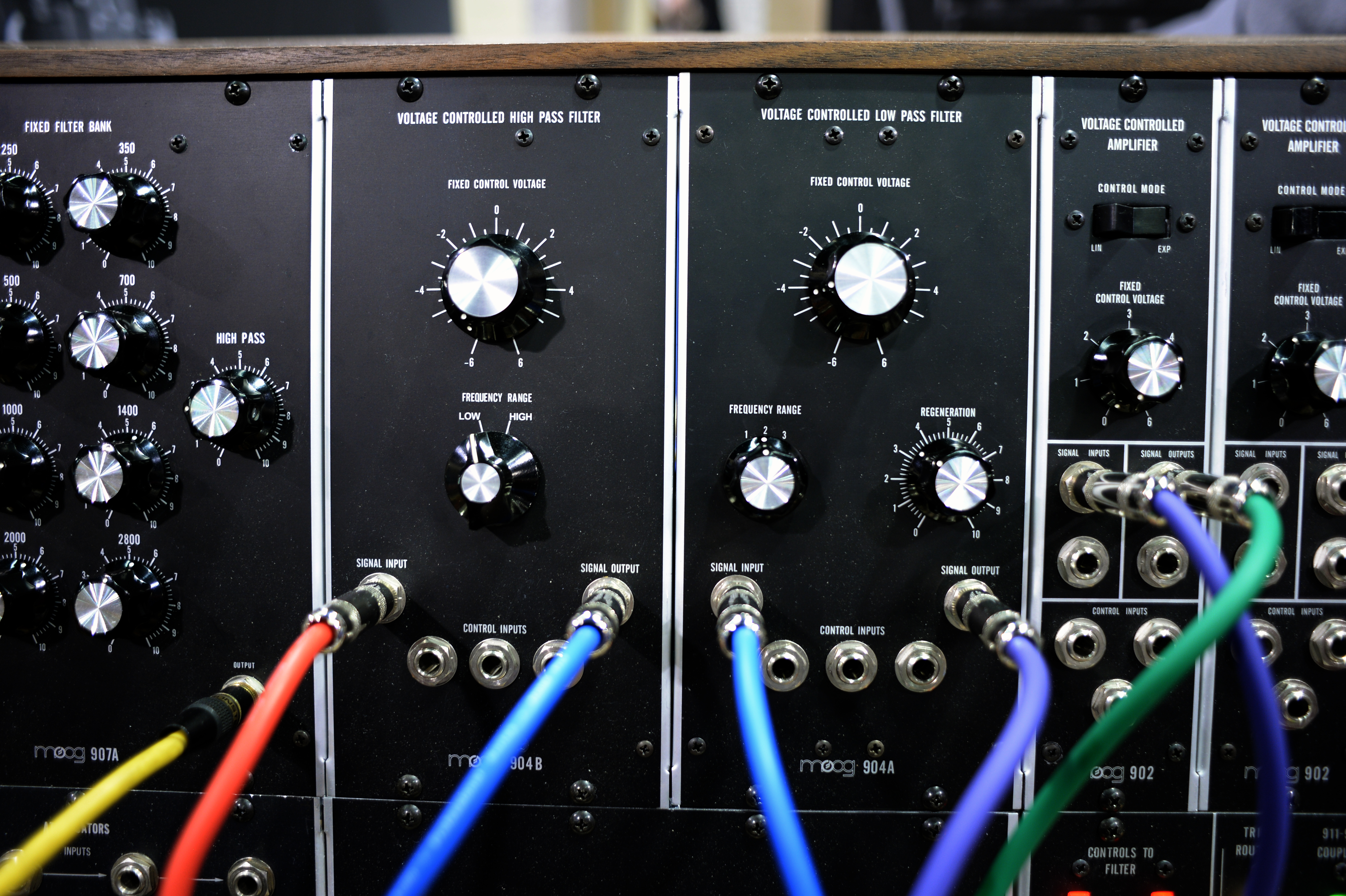
Modulok balról jobbra: 907A fixfrekvenciás-sávszűrő, 904B felüláteresztő-szűrő, 904A aluláteresztő-szűrő (a híres „létraszűrő”) és kettő darab 902 feszültségvezérelt-erősítő.

A Moog-szintetizátor különféle modulokból áll – mint például feszültségvezérelt oszcillátorok, erősítők, szűrők, burkológörbe-generátorok, zajgenerátorok, ring modulátorok, indító impulzusok (trigger) és keverők – amelyeket patchkábelekkel, jelen esetben 6,3 mm-es jack kábelekkel, valamint Cinch-Jones csatlakozókkal ellátott kábelekkel lehet összekötni. A modulok egymást is tudják vezérelni. A Moog egészen addig nem fog megszólalni, amíg ehhez egy adott módon létre nem lettek hozva az összeköttetések.
Az oszcillátorok különböző hullámformákat generálnak melyeknek különféle hangszínük van, mivel mindegyik más felhang tartalommal rendelkezik. Ezek a hullámformák a „világos, telt, rézfúvós-szerű” fűrészjel, a „vékonyabb, furulya-szerű” háromszögjel, „nazális, fafúvós-szerű” impulzusjel és a „fütyülés-szerű” szinuszjel. Az oszcillátorok hangolása rendkívül instabil volt, például apró hőmérsékleti ingadozások miatt akár pillanatok alatt is jelentősen elhangolódhattak. Mivel Moog korai ügyfeleit inkább a kísérleti zene érdekelte a hagyományos, kromatikus skálákon játszott dallamok helyett, ezért Moog az első oszcillátorok megtervezésekor nem tartotta fontosnak, hogy a hangolásuk kimondottan stabil legyen.
Moog 24 decibel/oktávos meredekségű aluláteresztő „létraszűrője” kiemelkedő a maga „gazdag”, „telt” és „kövér” hangkarakterisztikájával. A szűrő egy olyan áramkörön alapul, amin a kondenzátorok létra-szerű elrendezésben helyezkednek el. Ez az áramkör kivonja azokat a frekvenciákat, amelyek a zenész által a modul paneljén található potméterrel megadott vágási-frekvenciánál magasabbak. Ezen kívül a szűrő kiemeli azokat a frekvenciákat, amelyek a vágási frekvencia környékén találhatóak. A szűrő túlvezérlésekor egy jellegzetes, torz hangzás jön létre, amely a klasszikus „Moog-hangzásként” ismeretes.
Az említett aluláteresztő szűrővel lehet tehát tompítani a hangokat, de létezik felülátersztő szűrő modul is, amellyel „vékonyítani” lehet a hangokat a mély frekvenciák kivonásával. Egyéb modulokkal lehet változtatni (modulálni) az oszcillátoroknak például a hangmagasságait (frekvencia) és/vagy a hullámformáit, a szűrőknek pedig a vágási frekvenciáit. Ezekkel az eszközökkel együttesen lehet kialakítani a különféle hangzásokat, hanghatásokat. Ez az úgynevezett szubtraktív szintézis.

A hangszeren lehet különféle vezérlőkkel, kontrollerekkel játszani, mint például billentyűzetekkel, joystickokkal, pedálokkal, és szalagkontrollerekkel. A szalagkontroller lehetővé teszi a felhasználók számára a hangmagasság szabályozását ahhoz hasonlóan, ahogy a hegedűjátékosok a húrokon az ujjuk mozgatásával változtatják a hangmagasságot.

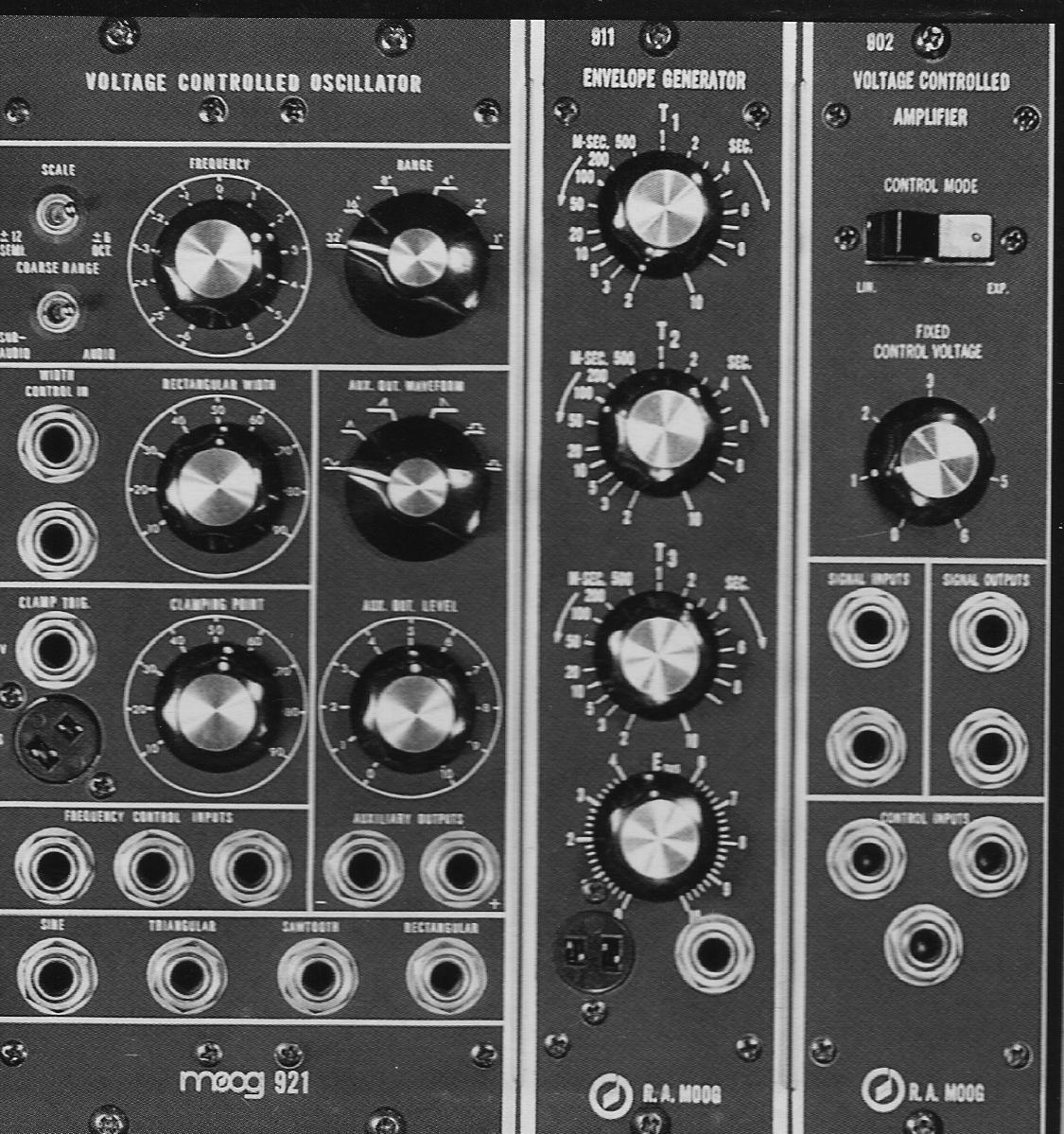
Modulok balról jobbra: 921 feszültségvezérelt-oszcillátor, 911 burkológörbe-generátor; 902 feszültségvezérelt-erősítő.

## Hatása

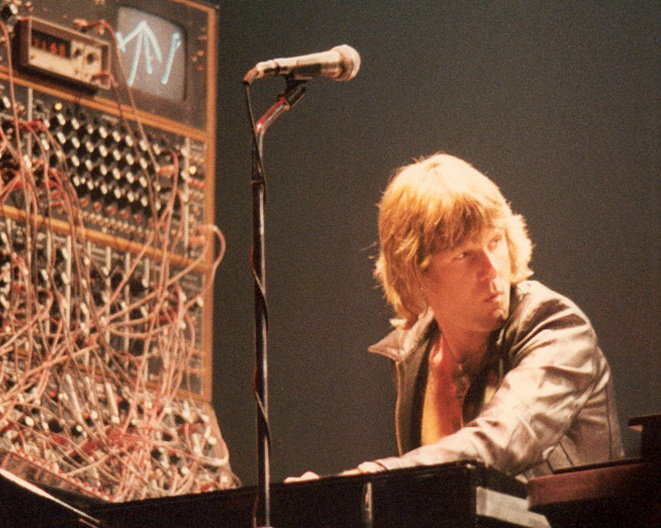
Keith Emerson a Moog-szintetizátorával lép fel valamikor az 1970-es években.

A Moog-szintetizátor jóval kisebb méretű volt, mint a korábbi szintetizátorok és sokkal olcsóbb, mindössze 10 000 dollárba került, összehasonlítva más, korabeli szintetizátorok több 100 ezer dolláros áraihoz képest. Míg az RCA Mark II lyukkártyákkal volt programozható — ráadásul még meg kellett várni, hogy lefusson a program és csakis azután lehetett visszahallgatni, hogy mit is csinált valójában a gép — addig a Moog-szintetizátoron valós időben, billentyűzettel lehetett játszani, ami hamar felkeltette a zenészek érdeklődését. A New Scientist az első kereskedelmi forgalomba hozott szintetizátorként nevezi meg a Moog-szintetizátort.
A Guardian szerint Moog 1964-ben megjelent, Voltage-Controlled Music Modules (Feszültségvezérelt Zenei Modulok) című tanulmányával feltalálta a mai értelemben vett, modern analóg szintetizátort. Ebben a tanulmányban a Moog-szintetizátornál megvalósított modularitás elvét javasolta. Az Analog Days szerzői szerint „noha a feszültségszabályozás fogalma és a Moog-szintetizátor modulok áramkörei nem Moog találmányai voltak, Moog újításai az elemek összerakásában rejlettek. Felismerte, hogy az exponenciális átalakítás problémája megoldható tranzisztoros áramkörökkel és ezek bizonyos módon történő alkalmazásával elérhető, hogy ezek a zenészek számára érdekesek legyenek.”

### A szintetizátorok működési elvére
A szintetizátorok vezérléséről lefolytatott vita folyományaként két fő csapásirány alakult ki a szintetizátorok vezérlése és koncepciója esetében: az úgynevezett keleti parti és a nyugati parti szintézisek. Az előbbit elsősorban Moog-hoz társítják, utóbbit pedig Buchlához. A két megnevezés abból ered, hogy Bob Moog New York államban, az Egyesült Államok keleti partvidékén tevékenykedett, míg Don Buchla a nyugati parton, Kalifornia államban.
A keleti parti szintézis ismérvei többek közt maga a szubtraktív szintézis, az egyszerű hullámformákat használó oszcillátorok, a hagyományos fekete-fehér billentyűzetek, valamint a klasszikus lépés-szekvenszerek és jellemzően a nyugati zene hagyományos kromatikus skáláiban való gondolkozás. A nyugati parti szintézisre jellemző az additív szintézis. Ez azt jelenti, hogy oszcillátorok hullámformáinak modulálásával érnek el tónusokat, azaz plusz felhangokat generálnak az alapesetben tompa hangzású hangokhoz, ellentétben a szubtraktív szintézissel, ahol a felhangokban gazdag hangokból szűrnek ki különféle frekvenciatartományokat. Ezen kívül jellemző még a különféle érintésérzékeny kontrollerek használata a hagyományos billentyűzetek helyett, továbbá az alternatív, kísérleti szekvenszerek és például különféle mikrotonális skálák használata a kromatikus hangsorok helyett.
Végül a keleti parti szintézis lett a sikeresebb, többek között annak végső soron közérthetőbb volta miatt. Ez nem meglepő módon elsősorban a billentyűzetnek volt köszönhető, ami a hagyományos nyugati zenéhez közelebb hozta a szintetizátort és a meglévő zenei ismeretekkel könnyebben lehetett ezeken a hangszereken boldogulniuk a zenészeknek. Ennek köszönhetően idővel a könnyűzenében is egyre inkább teret tudott nyerni a szintetizátor, azon belül is a Moog-szintetizátor.
A Moog olyan funkciói, mint a feszültségvezérelt-oszcillátorok, burkológörbe-generátorok, zajgenerátorok, szűrők és a szekvenszerek alapvetővé és elterjedtté váltak a szintetizátorokban. A „létraszűrő” másolatait számtalan hardverszintetizátorban, digitális jelfeldolgozóban, FPGA-ban, és szoftverszintetizátorban találhatjuk meg.

### Korai felhasználók és aSwitched on Bach
A legtöbb Moog-szintetizátor egyetemek, lemezkiadók tulajdonában volt és jellemzően filmzenékhez, vagy szignálokhoz használták őket. 1970-re mindössze 28 darab volt a zenészek tulajdonában. A Moogot először kísérleti zeneszerzők használták, köztük Richard Teitelbaum, Dick Hyman, Wendy Carlos és Perrey and Kingsley. 1968-ban Carlos kiadta a Switched-On Bach albumot, amelyen Moog-szintetizátoron játszott Bach-darabok hallhatóak. Az album három Grammy-díjat nyert és ez volt az első komolyzenei album, amely platinalemez lett. Az album sokat tett a Moog népszerűsítése érdekében és annak bemutatásában, hogy a szintetizátorok sokkal többek, mint „össze-vissza zajongó zajgépek”. Egy időben a Moog név annyira összekapcsolódott az elektronikus zenével, hogy a név köznevesült és minden szintetizátort Moog-nak neveztek. Ez még tetszett is Moog-nak, azonban az már kevésbé, amikor a neve elkezdett megjelenni mindenféle „elcsépelt” album címében, amik a Switched-On Bach mintájára készültek és annak sikerét próbálták kiaknázni. Ilyen volt például a Music to Moog By, Moog España, vagy a Moog Power.

### A könnyűzenében
A rockzenében egy korai példa a Moog használatára a Monkees 1967-ben kiadott Pisces, Aquarius, Capricorn & Jones Ltd című albuma. Ugyanebben az évben a Doors egy Moog-szintetizátort használt a "Strange Days" című számukhoz. 1969-ben George Harrison kiadott egy albumot amely Mooggal készült felvételeket tartalmazott, ez volt az Electronic Sound. A Beatles szintén 1969-ben kiadott Abbey Road című albumán hallható a Moog több számban is, többek közt a "Because", a "Here Comes the Sun" és a "Maxwell's Silver Hammer" című számokban. Más rockzenekarok is elkezdték használni a Moogot, mint például a Grateful Dead és a Rolling Stones. Jazz zenészek is elkezdtek Moog-szintetizátoron játszani, köztük Herbie Hancock, Jan Hammer és Sun Ra.
Az 1970-es években, a Moog népszerűségének csúcspontján, szinte mindenütt jelen volt olyan progresszív rock bandák részeként, mint a Tangerine Dream és az Emerson, Lake & Palmer. Keith Emerson volt az első nagy nevű rockzenész, aki élőben fellépett a Moog-gal és ez az előadásainak védjegyévé vált. Az Analog Days szerint Emerson és a hozzá hasonló billentyűsök „a billentyűs hangszerekért tették azt, amit Jimi Hendrix a gitárért”.
Donna Summer 1977-es nagy hatású "I Feel Love" című számának szinte minden elemét Moog-szintetizátoron állították elő a producerek, céljuk a futurisztikus hangulat elérése volt. Robert Moog kritikus véleménnyel volt erről a számról: szerinte a szekvenszeres basszus motívumnak volt egy "bizonyos sterilitása" és Summer éneklése úgy hangzott mintha végig a "szekvenszerrel harcolna". A későbbi évtizedekben az olyan hip-hop előadók, mint a Beastie Boys, valamint rockzenekarok, köztük a They Might Be Giants és a Wilco „újra felkeltették az érdeklődést a korai Moog-szintetizátor hangzások iránt”.

### A zeneiparban
A Guardian szerint a Moog-szintetizátor a maga drámai módon újszerű hangzásával az amerikai történelem egy olyan időszakában jelent meg, amikor a vietnami háború nyomán „a régi renddel kapcsolatban szinte mindent felülvizsgáltak”. Az analóg szintetizátorok bizonyos mértékig képesek voltak különféle akusztikus hangszerek, például vonós és rézfúvós hangszerek korlátozott utánzására, emiatt a session zenészek úgy hitték, hogy a szintetizátor veszélyezteti a munkalehetőségeiket. Egy ideig a Moog-ot kereskedelmi zenei használatban betiltották, ezt a korlátozást az Amerikai Zenészek Szövetsége (American Federation of Musicians, AFM) érte el. Moog szerint a szövetségnél nem értették, hogy a szintetizátoron ugyanúgy meg kell tanulni játszani és gyakorlást is igényel, mint bármely más hangszer. Ehelyett úgy képzelték, hogy „minden hang, amelyet a zenészek képesek volnának valaha is előállítani, azok valahogy léteznek a Moogban — csak annyit kell tenni, hogy az ember megnyomja a "Jascha Heifetz" gombot és hirtelen a legfantasztikusabb hegedűjátékossá válik.”

## Modellek

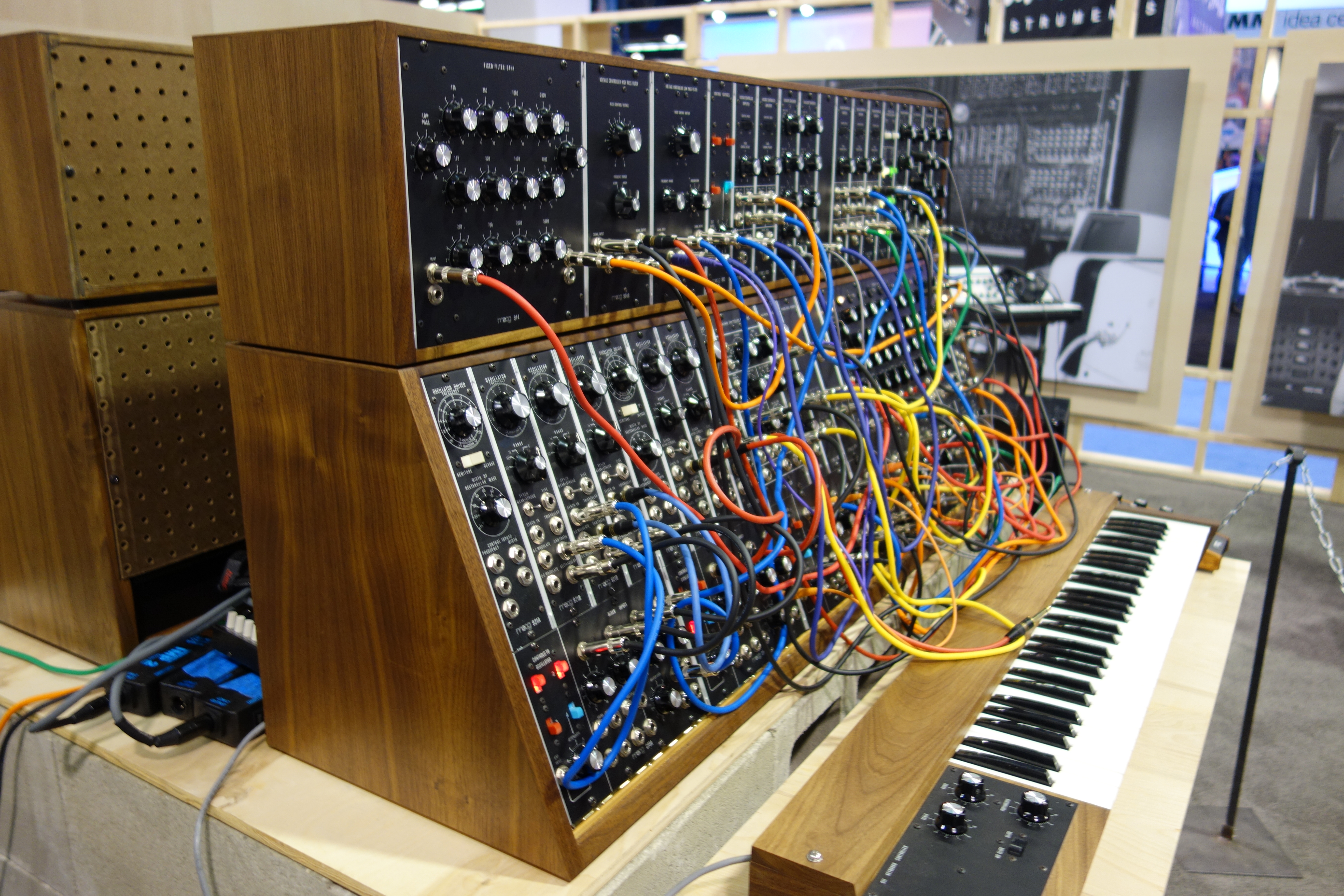
Az eredetileg 1973-tól 1981-ig gyártott Moog System 55 szintetizátor 2015-ben gyártott, 55 darabos limitált példányszámú újrakiadása.

A Moog cégtől tetszőleges kombinációban és mennyiségben lehetett modulokat és rendszereket rendelni, azonban lehetőség volt előre összeállított rendszerek vásárlására is:
| Név                         | Gyártás évei | Újrakiadás      | Újrakiadás ára | Források                         |
| --------------------------- | ------------ | --------------- | -------------- | -------------------------------- |
| Ic                          | 1967—1973    | N/A             | N/A            | [ 2 ] [ 34 ] [ 35 ]              |
| IIc                         | 1967—1973    | N/A             | N/A            | [ 2 ] [ 35 ] [ 36 ]              |
| IIIc                        | 1967—1973    | 2017            | $35,000        | [ 2 ] [ 6 ] [ 35 ] [ 37 ]        |
| Ip                          | 1967—1973    | N/A             | N/A            | [ 2 ] [ 34 ] [ 35 ]              |
| IIp                         | 1967—1973    | N/A             | N/A            | [ 2 ] [ 35 ] [ 36 ]              |
| IIIp                        | 1969—1973    | 2018            | $35,000        | [ 2 ] [ 7 ] [ 35 ] [ 38 ]        |
| Emerson Moog Modular System | 1969—1970    | 2014—2017       | $150,000       | [ 3 ] [ 4 ] [ 39 ] [ 40 ]        |
| Model 10                    | 1971—1973    | 2019—napjainkig | $9,950         | [ 2 ] [ 8 ] [ 35 ] [ 41 ] [ 42 ] |
| Model 12                    | 1972—1973    | N/A             | N/A            | [ 2 ] [ 43 ]                     |
| Model 15                    | 1973—1981    | 2015            | $10,000        | [ 2 ] [ 5 ] [ 33 ] [ 44 ]        |
| System 35                   | 1973—1981    | 2015            | $22,000        | [ 2 ] [ 5 ] [ 33 ] [ 44 ]        |
| System 55                   | 1973—1981    | 2015            | $35,000        | [ 2 ] [ 5 ] [ 33 ] [ 44 ]        |

## Híres zenészek, előadók
A teljesség igénye nélkül néhány ismertebb példa olyan magyar és külföldi zenészekre, zeneszerzőkre, együttesekre, akik játszottak Moog moduláris szintetizátoron:
- Atticus Ross[45]
- Celldweller[46]
- Deadmau5[47]
- Dick Hyman[15]
- George Harrison[15]
- Giorgio Moroder[48]
- Grateful Dead[10]
- Hans Zimmer[9]
- Harold Faltermeyer[49]
- Jan Hammer[50]
- Jean-Michel Jarre[51]
- Keith Emerson[15]
- Klaus Schulze[52]
- Láng István[53]
- Pongrácz Zoltán[54]
- Stevie Wonder[50]
- Suzanne Ciani[55]
- Szigeti István[56]
- Tangerine Dream[15]
- The Beatles[15]
- The Doors[20]
- The Monkees[15]
- The Rolling Stones[10]
- Tomita Iszao[57]
- Victor Máté[56]
- Vince Clarke[2]
- Wendy Carlos[15]
- Yellow Magic Orchestra[58]

## Utóélete

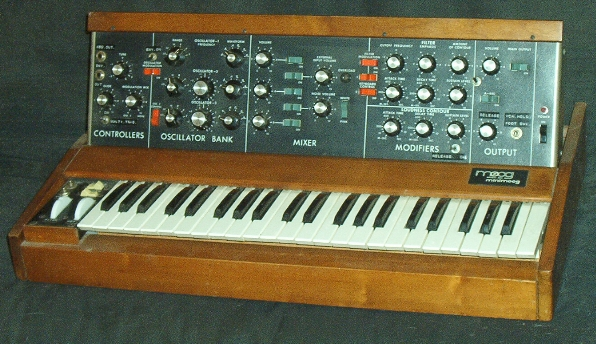
Egy Minimoog.

1970-ben a Moog Music kiadta a Minimoog-ot, ami egy kis méretű, előrehuzalozott, hordozható szintetizátor. Sikeressége miatt a moduláris rendszerek a Moog cég termékpalettájának másodlagos részévé váltak. A Minimoogot a valaha volt legismertebb és legmeghatározóbb szintetizátornak tartják.
A Moog Music cég eladása után az 1980-as évek elején leállt a Moog szintetizátorok gyártása. A Moog moduláris szintetizátor áramköreinek szabadalmai és egyéb jogai az 1990-es években jártak le. 2002-ben, miután Robert Moog visszanyerte a Moog márka jogait, Moog kiadta a Minimoog Voyager-t, ami a Minimoog modernizált újraértelmezése. 2016 és 2017 között, majd 2022 óta a Moog cég újra gyártja az eredeti Minimoog-ot néhány apróbb módosítással. 2018-ban a Moog kiadta a Grandmother-t, majd 2019-ben a Matriarch-ot, amelyek áramköreinek egy részét a Moog-szintetizátor modulok ihlették.

## Replikák

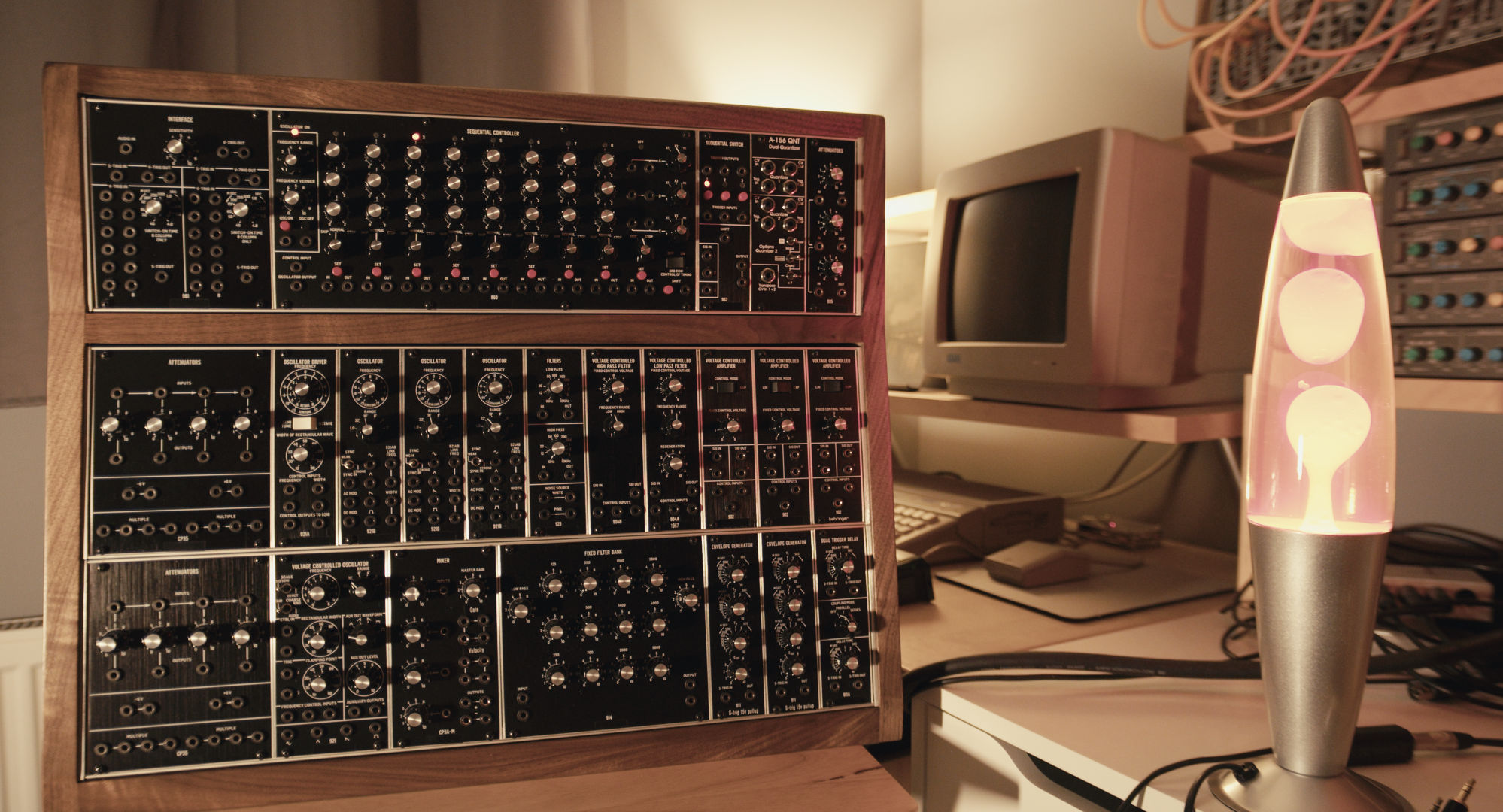
Egy Behringer által gyártott Moog-szintetizátor replika

Miután 1981-ben az eredeti Moog-szintetizátorok gyártása leállt, néhány cég elkezdte a Moog modulok másolatait gyártani. A másolatokon felül ezek a cégek jellemzően gyártanak saját, újonnan tervezett modulokat is az eredeti modulok formátumában. Erre jó példa a Synthesizers.com. A Moog-szintetizátor modulok formátumát manapság a „dotcom” vagy „5U” megnevezésekkel illetik, amely a Eurorack mellett napjainkban az egyik legnépszerűbb moduláris szintetizátor formátum. 2020 óta a Behringer cég is gyárt Eurorack formátumban Moog modul replikákat, amiket az eredeti előre összeállított rendszereket imitáló konfigurációkban is kínálnak.
A Moog-szintetizátort szoftveres szintetizátorként is újraalkották, mint például az Arturia Modular V esetében. 2016-ban, a Moog cég kiadta a Model 15 szoftveres emulációját, a Moog Model 15 appot először iOS-re, majd 2021-ben macOS-re.

## A Magyar Rádió Moog-szintetizátora

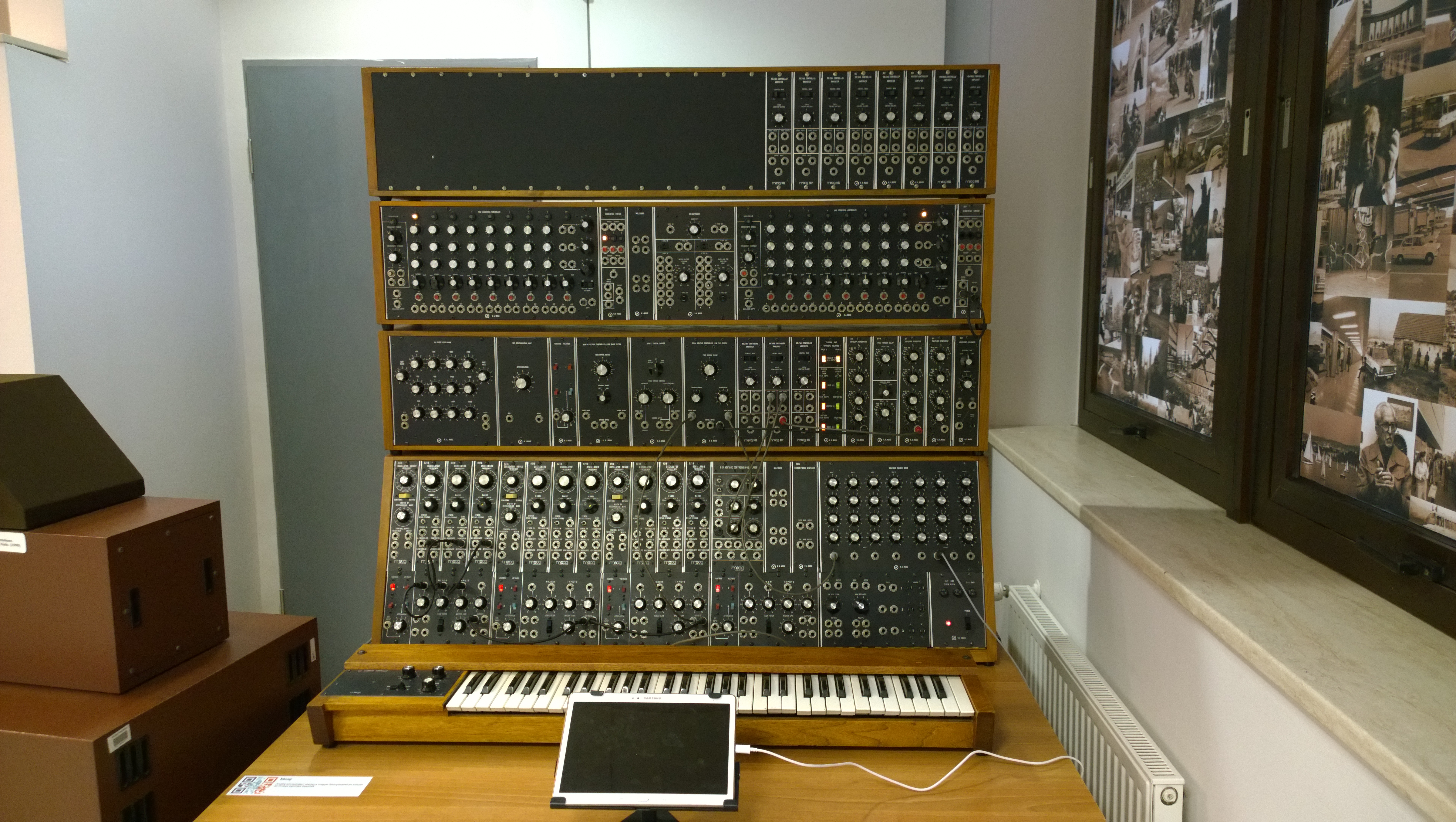
A Magyar Rádió 1973-as Moog-szintetizátora.

A Magyar Rádió 1973-ban vett egy Moog-szintetizátort az akkoriban kialakítás alatt lévő Elektroakusztikus Zenei Stúdió (ELZEN) részére, mely hivatalosan 1975-től kezdte meg a működését. Itt Horváth István hangmérnök segítségével olyan zeneszerzők dolgoztak a szintetizátorral, mint például Pongrácz Zoltán, Láng István, Szigeti István vagy Victor Máté. A stúdióban elsősorban elektroakusztikus kortárs komolyzenével foglalkoztak, azonban elvétve filmekhez, színdarabokhoz is készültek itt kísérőzenék, hangeffektek. Pongrácz Zoltán kapott meghívást elsőként, hogy a stúdióban dolgozzon. A Zeneakadémia tanáraként sikerült elérnie, hogy a zeneszerzés szakon legyen egy elektronikus zenei tantárgy, amely eleinte fakultatív volt, majd később kötelezővé vált. Ezt a tantárgyat közel 20 évig tanította, a gyakorlati foglalkozások pedig a stúdióban voltak. A stúdió később a HEAR Stúdió nevet vette fel és egészen 2007. április másodikáig működött. A stúdió megszűnése után a szintetizátor átkerült az MTVA Rádió- és Televíziótörténeti Kiállítóhelyére.

## Fordítás
Ez a szócikk részben vagy egészben  a   Moog synthesizer című angol Wikipédia-szócikk ezen változatának fordításán alapul.  Az eredeti cikk szerkesztőit annak laptörténete sorolja fel. Ez a jelzés csupán a megfogalmazás eredetét és a szerzői jogokat jelzi, nem szolgál a cikkben szereplő információk forrásmegjelöléseként.